# Eupithecia aduncata
Eupithecia aduncata là một loài bướm đêm trong họ Geometridae.